# David Gesalí i Barrera
David Gesalí i Barrera (Barcelona, 1964) és un historiador i escriptor català, especialitzat en l'aviació durant la Guerra Civil espanyola.
Es llicencià en Història a la Universitat Autònoma de Barcelona i cursà un màster en didàctica de les ciències socials a la Universitat de Barcelona. Com a investigador forma part de l'Associació d'Aviadors de la República (ADAR) i col·labora en projectes d'investigació sobre el paper de l'aeronàutica durant la Guerra Civil espanyola, i més concretament en la defensa de les costes i l'ofensiva de Catalunya. Així mateix, també participa en projectes de museïtzació dels camps de batalla i els seus elements patrimonials. L'any 2004 rebé una beca ex aequo de recerca històrica, atorgada per l'Ajuntament de Montornès del Vallès, per la publicació de l'estudi L'Aeròdrom 329, Montornès del Vallès i l'aeronàutica en la Guerra Civil espanyola.

## Obres
- Ebro 1938 (Inédita editores, 2005), juntament amb A. Besolí, D. Íñiguez, FX Hernàndez i JC Luque[4][5]
- L'Aeròdrom 329, Montornès del Vallès i l'aeronàutica en la Guerra Civil espanyola (Aj. Montornès del Vallès, 2008)[6]
- Aviació i guerra a la Garriga 1933-1946. El camp d'aviació civil, l'aeròdrom militar i el final de la guerra (Aj. de la Garriga, 2009), juntament amb David Íñiguez.[7][8]
- La guerra aèria a Catalunya (1936-1939) (Rafael Dalmau editor, 2012), juntament amb David Íñiguez[9]
- Sota les bombes. Els atacs aeris a Catalunya durant la Guerra Civil (Angle editorial, 2017), juntament amb David Íñiguez i Josep R. Casals[10][11]